# Lévai Katalin
Lévai Katalin (Budapest, 1954. május 22. –) magyar politikus, európai parlamenti képviselő, szociológus, író, a Medgyessy-kormány esélyegyenlőségért felelős minisztere, majd az Európai Parlament képviselője, ezt követően író.

## Életpályája
Anyai ágon szerb, apai ágon zsidó származású. 
Gyermekkorát a fővárosban töltötte. 1976-ban a Külkereskedelmi Főiskola angol-német szakán szerzett diplomát. 1987-ben elvégezte az ELTE szociológia és szociálpolitika szakát, 1993-ban pedig az ELTE Bölcsészettudományi Karán megszerezte a doktori fokozatot, majd a szociológiai tudomány kandidátusi fokozatát.

## Civil és közéleti tevékenysége
1989-től 2003-ig az Esély című szociálpolitikai folyóirat alapító főszerkesztője volt. 1987 és 1990 között tudományos kutató az MTA Szociológiai Intézetében. 1991-1996 a debreceni Kossuth Lajos Tudományegyetem Szociálpolitikai tanszékének docense, valamint oktató a BKE-Századvég Politikai Iskolán. 1999 és 2001 között svéd, cseh, német, belga, amerikai, dán és olasz egyetemeken vendégprofesszor.
1990-től 1994-ig az Esély Családsegítő Központ igazgatója, 1996 és 1998 között a Munkaügyi Minisztérium Egyenlő Esélyek Titkárságának vezetője, az Európa Tanács „Nők és férfiak esélyegyenlősége” Bizottságában képviseli Magyarországot.
1998-tól 2002-ig az Egyenlő Esélyek Alapítvány elnöke. 2002-2003-ig a Foglalkoztatáspolitikai és Munkaügyi Minisztérium Esélyegyenlőségi Főigazgatóságát vezeti, 2003. május 19. – 2004. június 13. között a Medgyessy-kormány esélyegyenlőségért felelős tárca nélküli minisztere volt.
2010-ben kezd műsort vezetni a Klubrádióban.

### Európai parlamenti tevékenysége
2004-től európai parlamenti képviselő lett. Ennek keretében az Európai Parlament Jogi Bizottságának tagja, az Állampolgári Jogi, Bel- és Igazságügyi Bizottság póttagja, a Svájccal, Izlanddal és Norvégiával folytatott kapcsolatok felelőse és az Európai Gazdasági Térség (EGT) Parlamenti Vegyes Bizottságba delegált Küldöttség tagja, az Izraellel folytatott kapcsolatokért felelős küldöttség póttagja, a Központi Régió Budapesten kívüli képviselője volt.
Kiemelt témaként foglalkozott a romák helyzetével Európában. Létrehozta az Európai Roma Fórumot, mely 2005-ben kezdte meg tevékenységét Lévai Katalin elnökletével. Fő feladata a romák felzárkóztatása, a roma nőket érintő kettős diszkrimináció megszüntetése, az iskolai szegregáció felszámolása, a 12 milliós európai romaság integrálása.
Lévai Katalint, a romákért végzett munkájának elismeréseként Martin Schulz, az Európai Szocialisták Pártjának (PES) frakcióvezetője, 2007. április 11-én kinevezte az Európai Szocialista képviselőcsoport Roma- és Kisebbségjogi Szóvivőjének. Kinevezését követően kezdeményezte egy Európai Roma Stratégia létrehozását. A PES frakció szóvivőjével és Jan Marinus Wiersmaval, a Szocialista Frakció alelnökével közösen kidolgozták a szocialista párt javaslatait. A fő cél a romák hátrányos megkülönböztetésének, rossz szociális körülményeinek felszámolása és egy transznacionális kisebbségi státusz kivívása. A stratégiának eszerint olyan öt prioritási területre kell koncentrálnia, mint az oktatás, foglalkoztatás, lakhatás, egészségügy és az aktív politikai valamint társadalmi részvétel. Az európai parlamenti Roma Forum tevékenysége alapján beválasztották a Roma Diplomacy nemzetközi elnökségébe is.

### Az esélyegyenlőségért folytatott munkája
Lévai Katalin az esélyegyenlőség területén egyik fő feladatának tekintette a nők érdekeinek védelmét, az egyenlő bánásmódért és esélyegyenlőségért folytatott küzdelmet. Európai Parlamenti képviselőként is számos hazai és nemzetközi konferencián vett részt, Brüsszelben tanácskozásokat szervezett, valamint a nők jogait érintő jogalkotási feladatot is vállalt. Alelnöke az MSZP Ember- és Gyermekjogi Tagozatának, de figyelemmel kíséri a Foglalkoztatási és Szociális Bizottság működését, ezen belül az esélyegyenlőség kérdését. A Holokauszt Emlékőrzéséért Egyesület elnökeként fellép a társadalmi kirekesztés elleni küzdelemben. 2008. június 24-én magkapta az Osztrák Köztársaság szolgálatáért adományozható legmagasabb osztrák állami elismerést, a Nagy Arany Kitüntetést Dr. Hans-Dietmar Schweisgut-tól, az Osztrák Köztársaság belga nagykövetétől.
2008 szeptemberében Európai Charta néven mozgalmat indított az erőszak, a szélsőségek, a gyűlöletkeltés és az intolerancia ellen, melyet már közel száz képviselő és esélyegyenlőséggel foglalkozó szervezet (például European Roma Right Centre) aláírt.

## Pártalapítás és indulási szándék a 2018-as országgyűlési választáson
Lévai Katalin a 2018-as választásokra Lendülettel Magyarországért néven új pártot alapított, egyidejűleg élesen bírálta a Fidesszel szemben induló ellenzéki pártokat. Ő maga Zuglóban kívánt elindulni képviselőjelöltként. Végül sem pártja, sem Lévai Katalin indulására nem került sor, mert a szükséges ajánlásaik között számos aláírás megegyezett a Fidesz által gyűjtött aláírásokkal, ami csalásra utalt. A választási bizottság a párt indulását nem engedélyezte.

## Családja
Házas, egy lánygyermeke született, és egy unokája van.

## Könyvei
Tizenöt, elsősorban szociálpolitikával, esélyegyenlőséggel foglalkozó könyv szerzője, illetve szerkesztője.
- Lévai Katalin–Széman Zsuzsa: Társadalmi trigonometria; Scientia Humana, Bp., 1993
- Lévai Katalin: Towards a Reform of Social Policy in Hungary (Hamburg, 1994, Hamburger Institut für Soziologie)
- Lévai K. – Straussman J. (ed.): Innovative Local Authorities (New York, 1996, Syracuse University Press)
- Lévai Katalin és Tóth István György (szerk.): Szerepváltozások – Jelentés a nők helyzetéről (TÁRKI – Munkaügyi Minisztérium, Budapest, 1997)
- Gyulavári Tamás – Kiss Róbert – Lévai Katalin (szerk.): Vegyesváltó: Pillanatképek nőkről, férfiakról (Egyenlő Esélyek Alapítvány, Budapest, 1999)
- Gáthy V.- Lévai K. (ed.): Shifts in Social Care (New York, 1999, Soros Foundation N.Y.)
- Lévai Katalin (ed.): Partnership Through Progress (London, 1999, British Council)
- A nő szerint a világ (Osiris Kiadó, Budapest, 2000)
- Pillangóhatás (Osiris Kiadó, Budapest, 2002)
- Táncrend nélkül; Ulpius-ház, Bp., 2006
- Párnakönyv és más mesék (Alexandra Kiadó, Budapest, 2006)
- Vörös szőnyeg (Alexandra Kiadó, Budapest, 2007)
- Varázskert (Alexandra Kiadó, Budapest, 2008)
- Hazugok és szeretők (Alexandra Kiadó, Pécs, 2010)
- Karácsonyi égbolt (Alexandra Kiadó, Pécs, 2011)
- Hírnév (Alexandra Kiadó, Pécs, 2009)
- Anyám évszázada (Alexandra Kiadó, Pécs, 2012)
- A szerelemfüggő (Alexandra Kiadó, Pécs, 2013)
- Anna Karenina lánya (Kossuth Kiadó, Budapest, 2014)
- Romkocsma; Kossuth, Bp., 2015
- Lévai Katalin–Haszán Míra: Át a smaragd hídon; Kossuth, Bp., 2016
- Bábel-Budapest; Kossuth, Bp., 2019
- Tűzmadár - Szavanov Emil cukrászmester életei; TERICUM KIADÓ KFT., Bp., 2021
- Krúdy rózsája - Egy kurtizán írónő története; Kocsis Kiadó, Bp., 2022

## Díjai, elismerései
- Szekfű-díj (1994)
- Szabad Sajtó-díj (1998)